# Scrope
Scrope è un'antica famiglia nobile inglese di origine normanna.

## Etimologia del nome
Il nome potrebbe derivare dal termine anglo-normanno "Scrope", che significa "granchio"; infatti, verosimilmente lo stemma di famiglia fu un granchio (successivamente sostituito da cinque piume) e che il motto della famiglia sia ancora Devant si je puis ("avanti se posso"), in riferimento al granchio che può camminare solo di lato.

## Primi componenti degli Scrope
Il primo antenato degli Scrope dello Yorkshire, di cui si hanno notizie, sembra essere stato Robert le Scrope (1134 - fl 1198), figlio della zia di Alice de Gant, contessa di Northampton, da suo marito Richard le Scrope. La famiglia Scrope sembra essere imparentata con la famiglia Gant dal XII secolo, e forse, si possono tracciare le loro origini nel Lincolnshire o nel Northamptonshire.

## Membri della famiglia
Il pronipote di Hugh fu Sir William le Scrope (c. 1259 - 1311) di Bolton, che ebbe due figli, Henry le Scrope (morto nel 1336) e Geoffrey le Scrope (morto 1340), entrambi i quali furono lord Chief Justice e importanti sostenitori di Edoardo II d'Inghilterra.

### Richard le Scrope
Richard Scrope, figlio di Henry, fu il 1º Barone Scrope of Bolton (1327 circa - 1403) e lord cancelliere, servitore di Giovanni Plantageneto, I duca di Lancaster.

### William le Scrope
William le Scrope (1350 - c. 1399) fu creato conte di Wiltshire nel 1397, per ordine di Riccardo II d'Inghilterra, ed acquistò, inoltre, la sovranità dell'Isola di Man dal conte di Salisbury. Nel 1398 divenne lord gran tesoriere.
Tuttavia, egli venne giustiziato per ordine di Enrico IV d'Inghilterra, in seguito ad una sentenza irregolare di un tribunale, mentre i figli, incluso Lord Scrope, ricevettero il perdono del Re. Scrope, che costruì il castello di Bolton, morì nel 1403; gli succedette, come barone, quindi, il secondo figlio Roger, titolo che i suoi discendenti detennero fino al 1630.

### Geoffrey le Scrope
Geoffrey le Scrope (morto nel 1340), lord Chief Justice e zio del 1º Baron Scrope of Bolton, ebbe un figlio Henry, che nel 1350 ebbe il titolo di Baron Scrope of Masham, creato appositamente per distinguerlo dallo zio.

### Richard le Scrope (1405)
Richard le Scrope (1350 - c. 1405), quartogenito di Henry e arcivescovo di York, fu un oppositore di Enrico IV d'Inghilterra e venne decapitato per tradimento nel giugno 1405.

### Henry Scrope (1415)
Henry Scrope, 3º Baron Scrope of Masham (1376 - c. 1415), divenne il favorito di Enrico V d'Inghilterra, il quale lo nominò lord gran tesoriere nel 1410 e ambasciatore. Tuttavia, nel 1415 fu coinvolto in una cospirazione per assassinare Henry (insieme al cugino del re, Riccardo Plantageneto, III conte di Cambridge) e fu giustiziato a Southampton.

### John le Scrope
John le Scrope, fratello di Henry, gli successe nel 1455.

### Geoffrey le Scrope
Geoffrey le Scrope fu l'11º Baron Scrope of Masham e morì nel 1517 senza eredi maschi.

### John Scrope
John Scrope, 8º Baron Scrope of Bolton, fu un sostenitore del Pellegrinaggio di Grazia, una rivolta contro le riforme di Enrico VIII d'Inghilterra, attirandosi le antipatie del re quando concesse il santuario ad Adam Sedbar, abate di Jervaulx, gestito dai commissari del re. Scrope fu, quindi, costretto a cercare rifugio nel castello di Skipton, mentre gli uomini del re si appropriarono del castello di Bolton e l'abate Sedbar fu catturato e giustiziato.

### Henry Scrope
Henry Scrope, figlio di John, fu il 9º Baron Scrope of Bolton (1534-1592) e governatore di Carlisle, durante il regno di Elisabetta I d'Inghilterra, e prese in custodia Maria Stuarda, quando ella attraversò il confine nel 1568 e la portò al castello di Bolton, dove rimase fino al gennaio 1569

### Thomas Scrope
Thomas Scrope, figlio di Henry, fu il 10º Baron Scrope of Bolton, direttore della West March e governatore di Carlisle nel 1596 quando Walter Scott, organizzò il suo raid su Carlisle per salvare Kinmont Willie Armstrong.

### Emmanuel Scrope
Emmanuel Scrope (1584-1630) fu l'11º Baron e conte di Sunderland nel 1627; morì senza eredi nel 1630. Le immense proprietà della famiglia furono divise tra i suoi figli illegittimi, mentre la parte principale (incluso il Castello di Bolton) passò, per matrimonio, al marchese di Winchester, che divenne duca di Bolton nel 1689, e ai Earls Rivers e a John Grubham Howe, antenato dei Conti Howe.
Il titolo di Baron Scrope of Bolton, invece, fu probabilmente rivendicato da Charles Jones (morto nel 1840) di Caton. Da Stephen, terzo figlio del 1º Barone Scrope di Bolton, discesero, invece, gli Scrope di Castle Combe, l'ultimo dei quali fu l'artista William Scrope (1772-1852), intimo amico di Walter Scott.

### Emma Scrope
Emma Phipps Scrope, figlia di William, sposò il geologo George Julius Poulett Scrope (1797-1876), che assunse il cognome di lei, e che dopo la morte della moglie vendette Castle Combe.

### Adrian Scrope
Probabilmente dallo stesso ramo della famiglia discese il colonnello Adrian Scrope (1601-1660), uno dei firmatari della condanna a morte di Carlo I.

## Discendenti
La linea maschile della famiglia Scrope esiste ancora, per secoli conosciuta semplicemente come "Scrope of Danby", alla quale non sono stati concessi titoli ereditari.
Sebbene il castello di Bolton sia ancora di proprietà dei discendenti della famiglia, attraverso la linea femminile della Duchessa di Bolton, essi, tuttavia, non portano il cognome Scrope.
L'attuale capo della famiglia è Simon Richard Henry Scrope (nato nel 1974), unico figlio di Simon Egerton Scrope di Danby (1934-2010) e di (Jennifer) Jane Parkinson, una nipote materna del 1º e ultimo Barone Bingley.
Il successivo erede maschio è il cugino di suo padre Henry John Scrope (nato nel 1941), figlio maggiore di Ralph Henry Scrope e di Lady Beatrice Savile, seconda figlia del 6º conte di Mexborough.